# Андрена степова
Андрена степова (Andrena stepposa) — вид комах з родини Andrenidae. Один із 7 видів палеарктично-палеотропічного підроду Didonia всесвітньо поширеного роду Andrena (близько 1500 видів). Один зі 170 видів роду у фауні України. Має значення як запилювач рослин. Вид занесений до Червоної книги України.

## Морфологічні ознаки
Самиця завдовжки 13—14 мм. Голова спереду вузька, майже однакової довжини й ширини, якщо не враховувати видовженого наличника, довжина якого втричі більша від ширини налобника на вершині. Наличник дуже блискучий, посередині розсіяно пунктирний, без поздовжньої не пунктирної смуги. Щоки не довші, ніж половина їх ширини. Серединне поле проміжного сегмента не чітко відмежоване, повністю зернисто-шагреньоване, його скульптура майже не відрізняється від скульптури бокових полів. Тергуми слабко блискучі, шагреньовані, пунктирування їх ніжне й розсіяне; вершинні частини 2–4 тергумів вузькі, займають ледве понад 1/4 довжини тергума, досить вдавлені. Пігідіальна пластинка з помітно піднятими вузькими краями, грубо зернисто-шагреньована. Запушення тіла коротке, чорне, за винятком яскравих іржаво-червоних густих волосків на плечових горбах, щитку та щитику середньоспинки, задньощитику та проміжному сегменті зверху, проподеальний кошик з домішкою чорних волосків знизу. Самець: довжина тіла 13 мм. Голова спереду майже однакової довжини і ширини. Наличник блискучий, за винятком дуже вузької основної частини, грубо, досить густо рівномірно пунктирований, посередині пунктирування ледь розсіяне. Щоки такі, як у самиці. Серединне поле проміжного сегмента не чітко відмежоване, повністю зернисто-шагреньоване, як у самиці. Тергуми дуже ніжно, але помітно шагреньовані; вер-шинні частини 2–4-го вужчі, займають дещо менше 1/4 довжини тергуму. Гоностилі геніталій ледве розширені на вершині. Все тіло опушене чорними волосками, тільки плечові горби, середньоспинка та проміжний сегмент у коричнево-жовтих волосках.(За Осичнюк, 1977).

## Поширення
Вид відомий лише за першим описом з Українського степового ПЗ (Донецька область, «Хомутовський степ», долина р. Грузький Єланчик). Попри багаторічні планомірні пошуки, в інших регіонах не знайдений. Можливо, ендемічний вид.

## Особливості біології
Вид літає навесні, зареєстрований на квітках Nonnea pulla. Гніздування невідоме.

## Загрози та охорона
Охороняється в Українському степовому ПЗ. При знаходженні виду в інших місцях необхідно створювати заказники.